# Prodotti Google

Logo di Google da settembre 2015.

Questa pagina è un sommario dei servizi e degli strumenti forniti da Google.
Questa lista dei prodotti Google elenca tutti i servizi autonomi e gli strumenti importanti, creati o acquistati da Google. Vi sono tutti quelli stabili, quelli in fase di sviluppo (beta), o parte di Google Labs, ma anche quelli fusi o scartati.
Molti di questi prodotti, tra cui Google News, Google Suggest, AdSense e Orkut, sono stati sviluppati individualmente o da piccoli gruppi di dipendenti di Google: tutti i dipendenti di Google possono usare il 20% del loro tempo lavorativo per occuparsi in piena libertà di progetti di loro interesse.

## Prodotti web

### Strumenti di ricerca
| Nome                                                                       | Descrizione | Lancio                                                                    |
| -------------------------------------------------------------------------- | --- | ------------------------------------------------------------------------- |
| Google Search                                                              | Motore di ricerca web e il principale prodotto di Google, riceve oltre 3 miliardi di query di ricerca al giorno. | 15 settembre 1997                                                         |
| Google Immagini                                                            | Utilizzato per cercare immagini, con risultati basati sul nome file dell'immagine, il testo del link che punta all'immagine e al testo adiacente all'immagine. Ricerca basata su un'immagine caricata. | 12 luglio 2001                                                            |
| YouTube                                                                    | Piattaforma per i video acquisita da Google nel 2010. Le partnership video di Google includono accordi con CBS, NHL e NBA. Cerca i video pubblicati su Metacafe, Dailymotion e altri siti di hosting video popolari. | 14 febbraio 2005                                                          |
| Google News                                                                | Servizio di aggregazione e motore di ricerca di notizie in oltre 20 lingue. La selezione delle notizie avviene in modo completamente automatico, mentre i siti sono selezionati da redattori. | settembre 2002                                                            |
| Google Finanza                                                             | Notizie, opinioni e dati finanziari ricercabili negli Stati Uniti. Le funzionalità includono pagine specifiche dell'azienda, ricerca blog, grafici interattivi, informazioni sui dirigenti, gruppi di discussione e un portfolio. | 21 marzo 2006                                                             |
| Google Shopping (precedentemente Google Product Search e Google Store)     | Cerca nei negozi online, comprese le aste, i prodotti. | Google 31 maggio 2012 Google Product Search: 18 aprile 2007 Google Store: |
| Google Libri                                                               | Motore di ricerca per il testo completo dei libri stampati. Il contenuto visualizzato dipende dagli accordi con gli editori, che vanno da brevi estratti a interi libri. | ottobre 2004                                                              |
| Google Patents                                                             | Motore di ricerca per cercare milioni di brevetti, ogni risultato con una sua pagina, inclusi disegni, rivendicazioni e citazioni. | 14 dicembre 2006                                                          |
| Google Scholar                                                             | Ricerca il testo completo della letteratura accademica attraverso una vasta gamma di formati editoriali e campi accademici. Include praticamente tutte le riviste sottoposte a revisione paritaria. | 20 novembre 2004                                                          |
| Google Dataset Search                                                      | Ricerca archivi di dati e siti web governativi locali e nazionali per set di dati. | 5 settembre 2018                                                          |
| Google Hotel Finder                                                        | Utilizzato per cercare hotel, incluse le date di check-in e check-out. | N/A                                                                       |
| Google Alert                                                               | Servizio di notifica via email che invia avvisi basati sui termini di ricerca scelti, ogni volta che trova nuovi risultati. Gli avvisi includono risultati web, risultati di Google Gruppi, notizie e video. | 6 agosto 2003                                                             |
| Assistente Google                                                          | Servizio di ricerca vocale e assistente IA. Ha debuttato a maggio 2016. | 18 maggio 2016                                                            |
| Google Custom Search (già Google Co-op)                                    | Crea un'esperienza di ricerca personalizzata per un sito web. Rinominato da Google Co-op, che a sua volta ha sostituito Google Free Search. | Google Custom Search 23 ottobre 2006 Google Co-op 24 ottobre 2006         |
| Google Voli                                                                | Utilizzato per cercare voli da molte compagnie aeree verso molte destinazioni, offrendo strumenti come il confronto dei prezzi e le raccomandazioni di viaggio. | 13 settembre 2011                                                         |
| Google Gruppi                                                              | Servizio di discussione via web e email e archivio Usenet. Gli utenti possono unirsi a un gruppo, creare un gruppo, pubblicare post, tenere traccia degli argomenti preferiti, scrivere una serie di pagine Web di gruppo aggiornabili dai membri e condividere file di gruppo. | 12 febbraio 2001                                                          |
| Google Traduttore                                                          | Tradurre una lingua in un'altra | 28 aprile 2006                                                            |
| Google Web History (già Google Search History, Google Personalized Search) | Utilizzato nel monitoraggio di pagine Web, che registra ricerche su Google, pagine Web, immagini, video, musica e altri dati. Include segnalibri, tendenze di ricerca e consigli sugli articoli. Google ha pubblicato la Cronologia delle ricerche nell'aprile 2005, quando ha iniziato a registrare la cronologia di navigazione, espandere e rinominare il servizio in Cronologia web nell'aprile 2007. | 2016                                                                      |

### Servizi pubblicitari
| Nome                      | Descrizione | Lancio           |
| ------------------------- | --- | ---------------- |
| Google My Business        | Nel risultato di una ricerca nel motore Google, mostra la scheda informativa di un'organizzazione.                                                    | 11 giugno 2014   |
| Google Ads                | Seleziona e visualizza annunci nella sezione Link sponsorizzati accanto ai risultati di ricerca.                                                      | 23 ottobre 2000  |
| Google Marketing Platform | Servizio di analisi web che traccia e segnala il traffico del sito web                                                                                | 14 novembre 2005 |
| Google Ad Manager         | Dirige le vendite dirette e massimizza il rendimento su inventario non garantito.                                                                     | 22 febbraio 2010 |
| AdMob                     | Rete pubblicitaria mobile che offre soluzioni pubblicitarie per Android, iOS e Windows Phone.                                                         | 10 aprile 2006   |
| Google AdSense            | Soluzione pubblicitaria contestuale per gli editori web che pubblica annunci di testo basati su testo e pertinenti alle pagine di contenuto del sito. | 18 giugno 2003   |
| Google Ad Grants          | Programma di donazioni in natura che offre pubblicità AdWords gratuita per selezionare organizzazioni di beneficenza.                                 | N/A              |
| Google Tag Manager        | Sistema di gestione dei tag che gestisce i tag JavaScript e HTML, inclusi i beacon, per tracciamento web e statistiche                                | 1º ottobre 2012  |

### Strumenti di comunicazione e pubblicazione
- Google Meet - piattaforma di teleconferenza
- Google Chat - piattaforma di messaggistica per aziende
- Google Cultural Institute
- Google Arts & Culture
- FeedBurner – utilizzato nei servizi di gestione dei feed di notizie, tra cui analisi del traffico dei feed e strutture pubblicitarie.
- Google 3D Warehouse – servizio online che ospita modelli 3D di oggetti esistenti, posizioni (inclusi edifici) e veicoli creati in Google SketchUp. I modelli possono essere scaricati su Google Sketch-up da altri utenti o Google Earth.
- Google Workspace – servizio per aziende e formazione che fornisce versioni personalizzabili in modo indipendente di diversi prodotti Google con un nome di dominio personalizzato. I servizi inclusi sono Gmail, Hangouts, Calendar, Drive, Documenti, Fogli, Moduli, Presentazioni, Sites, Contatti e Gruppi.
- Google Hire – strumento di assunzione di risorse umane. Fornisce un sistema per i datori di lavoro per raccogliere le domande e cercare candidati di lavoro.[11]
- Blogger – strumento di pubblicazione weblog. Gli utenti possono creare blog personalizzati ospitati con funzionalità quali la pubblicazione di foto, commenti, blog di gruppo, profili di blogger e post basati su dispositivi mobili con poche conoscenze tecniche.
- Google Bookmarks – servizio di memorizzazione dei segnalibri online gratuito.[12]
- Boutiques.com – shopping personalizzato per trovare/scoprire beni di moda.[13]
- Google Business Solutions – raccolta di servizi offerti da Google diretti a webmaster e aziende.[14] I componenti sono Feedburner, Ads, AdSense, Analytics, Google Enterprise Search solutions, Google Workspace, Google Checkout, Google Local Business Center, Google Merchant Center, Google Trusted Stores, Postini, Google Webmaster Central, Google Ad Manager, Google Maps and Earth Solutions, Google Website Optimizer.
- Google Calendar – calendario online con integrazione di Gmail, condivisione del calendario e una funzione di "aggiunta rapida" per creare eventi utilizzando il linguaggio naturale. È simile a quelli offerti da Yahoo! e Windows Live.
- Google Charts – generazione di immagini grafiche interattive basate su Web da JavaScript fornito dall'utente.
- Google Docs – applicazione per documenti, fogli di calcolo, disegni, sondaggi e presentazioni, con funzionalità di collaborazione e pubblicazione dei documenti.
- Google Domains — servizio di registrazione del dominio, con partner di pubblicazione di siti Web.
- Google Drive – servizio di backup online e spazio di archiviazione.
- Google Chat – una piattaforma di messaggistica istantanea e video chat.
- Gmail (anche denominata Google Mail): servizio di posta elettronica IMAP e POP, noto per l'abbondanza di spazio di archiviazione, l'interfaccia intuitiva basata sulla ricerca e l'elasticità.
- Google Keep – un servizio per prendere appunti.
- YouTube Music – utilizzato per caricare gratuitamente fino a 50.000 brani per l'accesso ai media su cloud.
- Poly – con esso i creatori possono sfogliare, condividere e scaricare modelli 3D.[15]
- Google Account – controlla come appare un utente e si presenta sui prodotti Google.
- Google Sites
- SMS Channels (solo India) – used to create and subscribe to channels over SMS. Channels can be based on RSS feeds.
- Speak To Tweet – servizio di telefonia creato nel 2011 in collaborazione con Twitter e SayNow, che consentiva di chiamare un numero specifico e lasciare un messaggio vocale; un tweet viene automaticamente pubblicato su Twitter con un collegamento al messaggio vocale memorizzato su Google SayNow.
- Google Voice (solo Stati Uniti) - Sistema VoIP. Google Voice fornisce un numero di telefono ma non è il provider dell'ultimo miglio. Include un servizio di follow-me che consente agli utenti di inoltrare il proprio numero di telefono vocale di Google per chiamare contemporaneamente fino a 6 numeri di telefono. Dispone inoltre di un servizio di posta vocale unificato, SMS e chiamate in uscita gratuite tramite "click2call" di Google e dialer di terze parti.
- Google Fonts – API di directory interattiva di caratteri
- Google Classroom – sistema di gestione dei contenuti per le scuole che aiuta nella distribuzione e valutazione degli incarichi e nella comunicazione in-class.
- Google Cloud Search – motore di ricerca intelligente che consente ai clienti aziendali di Workspace di effettuare ricerche tra i prodotti della suite.[16][17]

## Strumenti di sviluppo
- Google App Engine – scrive ed esegue applicazioni web.
- Google Developers (già Google Code) - codice open source ed elenchi di servizi API. Fornisce l'hosting di progetti per software gratuito e open source.
- Dart – linguaggio di programmazione web strutturato
- Flutter – strumento di sviluppo mobile multipiattaforma per iOS e Android
- Go (linguaggio di programmazione) – linguaggio di programmazione compilato e concorrente
- OpenSocial – API per la creazione di applicazioni sociali su molti siti Web.
- Google PageSpeed Tools – ottimizzare le prestazioni della pagina web
- Google Web Toolkit – framework di sviluppo software open source Java che consente agli sviluppatori Web di creare applicazioni Ajax in Java.
- Google Search Console Sitemap - invio e analisi per il protocollo Sitemaps.
- Translator Toolkit – strumento di traduzione collaborativa
- GN
- Gerrit
- Googletest
- Bazel
- FlatBuffers
- american fuzzy lop
- Google Guava
- Google Closure Tools – strumenti per JavaScript

### Strumenti di sicurezza
- reCAPTCHA – un sistema di dialogo utente utilizzato per impedire ai robot di accedere ai siti Web.
- Google Safe Browsing – servizio di blacklist per risorse Web che contengono malware o contenuti di phishing.
- Titan Security Key – un token di sicurezza.

### Prodotti correlati alle mappe
- Google Maps – servizio di mappatura che indicizza le strade e visualizza immagini satellitari e a livello stradale, fornendo indicazioni e ricerca di attività commerciali locali
  - Google Street View
  - Google Street View Inside Trusted – 360°, interactive tour.[18] Cammina, esplora e interagisci con un'azienda utilizzando la tecnologia Street View.
- Google My Maps – strumento per la creazione di mappe sociali personalizzate basato su Google Maps
- Google Maps Gallery – raccolta di dati e mappe storiche
- Google Mars – immagini di Marte utilizzando l'interfaccia di Google Maps. È possibile visualizzare l'elevazione, le immagini visibili e le immagini a infrarossi.
- Google Moon – Le immagini della NASA della luna attraverso l'interfaccia di Google Maps
- Google Sky – vedi pianeti, stelle e galassie
- Google Transit – pianificazione del viaggio di trasporto pubblico attraverso l'interfaccia di Google Maps
- Google Santa Tracker – rintraccia Babbo Natale alla vigilia di Natale
- Zygote Body – Modello anatomico 3D del corpo umano
- Build with Chrome – un'iniziativa tra Lego e Google per costruire il mondo usando Lego.[19]
- Smarty Pins – gioco geografico che presenta la puntina di Google Maps

### Strumenti di statistica
- Google Analytics – generatore di statistiche sul traffico per siti Web definiti, con integrazione di AdWords. I webmaster possono ottimizzare le campagne pubblicitarie, in base alle statistiche. Le analisi sono basate sul software Urchin.
- Google Surveys – strumento di ricerca di mercato.
- Google Correlate – modelli di ricerca relativi alle tendenze del mondo reale.
- Firebase – open commons, creative commons, raccolta di dati strutturati con attribuzione e una piattaforma Freebase per l'accesso e la manipolazione di tali dati tramite l'API di Freebase.
- Google Fusion Tables – raccogliere e visualizzare dati arbitrari
- Google Ngram Viewer – classifica le frequenze anno per anno di qualsiasi serie di stringhe delimitate da virgole nei corpora di testo di Google.
- Google Public Data Explorer – dati pubblici e previsioni di organizzazioni internazionali e istituzioni accademiche tra cui la Banca Mondiale, l'OCSE, Eurostat e l'Università di Denver
- TensorFlow – servizio di Machine Learning che semplifica la progettazione di reti neurali in modo più semplice e visibile
- Google Trends – applicazione grafica per le statistiche di ricerca Web, che mostra la popolarità di particolari termini di ricerca nel tempo. È possibile visualizzare più termini contemporaneamente. I risultati possono essere visualizzati per città, regione o lingua. Sono mostrate notizie correlate. Ha una sottosezione "Google Trends per siti web" che mostra la popolarità dei siti web nel tempo.
- Google Activity Report – rapporto mensile che include statistiche sull'utilizzo di Google da parte di un utente, come accesso, modifiche all'autenticazione di terze parti, utilizzo di Gmail, calendario, cronologia delle ricerche e YouTube.

## Sistemi operativi
- Android – sistema operativo basato su Linux per dispositivi mobili come smartphone e tablet
- Chrome OS – sistema operativo basato su Linux per applicazioni web[20]
- Wear OS – versione del sistema operativo Android di Google progettata per smartwatch e altri oggetti indossabili.
- Android Auto – versione di Android realizzata per le automobili da Google con l'aiuto di Open Automotive Alliance
- Google TV – era un'interfaccia TV intelligente che funzionava su smart TV e set-top box.
- Android TV – versione di Android realizzata per TV
- Glass OS – sistema operativo per Google Glass
- Google Fuchsia – SO non ancora commercializzato previsto per laptop e smartphone

## Applicazioni desktop
- AdWords Editor – applicazione desktop per gestire un account Google AdWords; consente agli utenti di apportare modifiche al proprio account e alle proprie campagne pubblicitarie prima di eseguire la sincronizzazione con il servizio online.
- Google Chrome – browser web più popolare al mondo.
- Google Earth – globo virtuale 3D che utilizza immagini satellitari, fotografie aeree, GIS dal repository di Google.
- Google Input Tools – Input Method Editor che consente agli utenti di inserire testo in una delle lingue supportate utilizzando una tastiera romana.[21]
- Google Japanese Input – metodo di immissione giapponese.
- Google Pinyin – l'editor del metodo di input utilizzato per convertire i caratteri Pinyin, che possono essere inseriti su tastiere di tipo occidentale, in caratteri cinesi.
- Google Toolbar – barra degli strumenti del browser Web con funzionalità come una casella di ricerca di Google, blocco popup e possibilità per i proprietari di siti Web di creare pulsanti.
- Android Studio – ambiente di sviluppo integrato per Android
- Google Web Designer – Editor WYSIWYG per la creazione di pagine HTML5 e annunci destinati a essere eseguiti su più dispositivi
- Google Drive – software client per sincronizzare i file tra il computer dell'utente e lo spazio di archiviazione di Google Drive.
- Google Photos Backup – eseguire il backup di foto e video sul servizio Google Foto
- Nik Collection – plugin per la modifica delle immagini per Adobe Photoshop
- Tilt Brush – gioco di pittura per Vive e Oculus Rift
- Backup and Sync – applicazione client per Google Drive e Google Foto
- Password Checkup Chrome Extension – Un'estensione che ti avvisa di accessi non sicuri.[22]
- Google Trends Screensaver – salvaschermo personalizzabile per macOS che mostra i dati provenienti da Google Trends

## Applicazioni mobili

### Applicazioni web mobili
È possibile accedere a questi prodotti tramite un browser su un dispositivo mobile.
- Blogger Mobile – Solo reti statunitensi e canadesi. Consente l'aggiornamento di Blogger da dispositivi mobili.
- Google Calendar – visualizza gli eventi di Google Calendar su un dispositivo mobile; gli utenti possono aggiungere rapidamente eventi ai calendari personali.
- Drive – visualizza documenti su un dispositivo mobile
- Gmail – accedi a un account Gmail da un dispositivo mobile utilizzando un browser web mobile. Google fornisce un'applicazione mobile specifica per accedere ai messaggi di Gmail.
- Google Keep – creare, accedere e organizzare note, elenchi e foto
- Google Maps – trova attività commerciali locali, visualizza mappe e ottieni indicazioni stradali
- Maps Navigation – applicazione di navigazione per dispositivi mobili abilitati per GPS con visualizzazioni 3D, navigazione passo-passo guidata con guida vocale e reindirizzamento automatico
- Mobilizer – ottimizzare le pagine Web per i browser Web mobili
- Google News – accedi a Google News
- Google Offers – con Google Wallet, combina coupon, sconti e pagamenti per le persone che acquistano oggetti tramite il telefono.[23]
- Google+ – era il social network, concorrente di Facebook
- Google Product Search – cercare facilmente informazioni su un prodotto
- Google Photos – archiviazione illimitata di video e foto per uso personale
- Google Search – cerca pagine web, immagini, video e altro
- Google Tez – app di pagamento Android che utilizza l'Unified Payments Interface per i consumatori indiani
- Google Pay – è utile per pagare con la propria carta di credito utilizzando lo smartphone[23]
- Google Pay Send – servizio di pagamenti peer-to-peer sotto Google Pay
- Google Traduttore – servizio di traduzione linguistica online
- YouTube – servizio di hosting video che pubblica su un sito Web pubblico disponibile per desktop e dispositivi mobili
- Quick, Draw! – gioco online basato su una rete neurale che indovina cosa rappresenta un disegno, destinato a insegnare alle persone sull'apprendimento automatico

### Applicazioni mobili
- Google Authenticator – MFA (autenticazione a più fattori)
- Google Play Libri – è possibile acquistare e scaricare libri e tenerli memorizzati su server remoti, consente di leggere un libro su una varietà di dispositivi.[24]
- Gmail – app per email
- Catalogs – applicazione commerciale per tablet PC
- Drive – accedi a file e documenti archiviati su Google Drive.
- Files di Google – pulizia dello spazio di archiviazione Android, ricerca di file e trasferimento di file offline
- Google Keep – consente di prendere appunti e navigare sul web
- Google Goggles – ricerca basata su immagini scattate con la fotocamera integrata di un dispositivo; scattare foto di cose (esempi: monumenti famosi, codici a barre del prodotto) causa la ricerca di informazioni su di essi.[25]
- Tango – realtà aumentata, navigazione interna, mappatura 3D, misurazione dello spazio fisico e riconoscimento ambientale. Consente inoltre agli sviluppatori di creare applicazioni utilizzando le sue API.
- Google Maps – è possibile vedere mappe del mondo
- Google News – è un aggregatore di notizie, sostituisce Google Play Edicola
- Google Podcasts – app client podcast per Android
- One Today – consente alle persone di donare a organizzazioni non profit che fanno parte del programma Google per il non profit
- Shopper – rende lo shopping più facile e più intelligente.
- Sky Map – programma di realtà aumentata che mostra una mappa stellare che sposta la prospettiva seguendo il movimento del dispositivo
- Google Primer – insegna abilità di marketing digitale
- Google Sync – sincronizza i telefoni cellulari con più calendari e contatti Google
- Hangouts – piattaforma di messaggistica istantanea e video chat
- Translate – traduci le conversazioni
- Google Voice
- Yinyue (Music) (Google Cina) – sito che collega a un ampio archivio di musica pop cinese (principalmente Cantopop e Mandopop), compreso lo streaming audio su un player di Google, download di testi legali e, nella maggior parte dei casi, download legali di MP3. L'archivio è fornito da Top100.cn (ovvero, questo servizio non esegue ricerche nell'intero Internet) ed è disponibile solo nella Cina continentale.
- YouTube
- YouTube Music – negozio di musica online[26][27]
- YouTube Kids
- YouTube Remote – controlla i video di YouTube che vengono riprodotti su un televisore
- Google Now – assistente personale gestito tramite comandi vocali
- Google+ (G+) – era il social network
- Waze – consente di inserire e visualizzare il traffico in tempo reale e gli avvisi.
- Who's Down – consente di indicare la disponibilità sociale per i propri amici.[28]
- Gboard (Google Keyboard per iOS e Android): tastiera touchscreen con digitazione della glide, ricerca GIF, ricerca emoji e ricerca Google[29][30]
- Google Lens
- Contatti Google
- Live Transcribe – app per trascrivere il testo; può essere usato per aiutare i sordi.[31]

## Hardware
- Google Search Appliance – appliance di ricerca progettata per l'indicizzazione dei dati aziendali
- Waymo – veicolo autonomo
- Nexus One – smartphone 3.7" con Android 2.3 Gingerbread
- Nexus S – telefono 4" con Android 4.1 Jelly Bean
- Galaxy Nexus – telefono 4,7" con Android 4.3 Jelly Bean
- Nexus Q – dispositivo di intrattenimento per streaming multimediale nella famiglia di prodotti Google Nexus
- Nexus 7 (2012) – tablet 7" con Android 5.1 Lollipop
- Nexus 7 (2013) – tablet 7" con running Android 6.0 Marshmallow
- Nexus 4 – telefono 4,7" con Android 5.1 Lollipop
- Nexus 5 – telefono 4,95" con Android 6.0 Marshmallow
- Nexus 6 – telefono 5,96" con Android 7.1.1 Nougat[32]
- Nexus 9 – tablet 9" con Android 7.1 Nougat
- Nexus 10 – tablet 10,6" con Android 5.1 Lollipop
- Nexus 5X – telefono 5" con Android 8.1 Oreo
- Nexus 6P – telefono 5,7" con Android 8.1 Oreo[33]
- Nexus Player – streaming media player con Android 8.0 Oreo
- Pixel C – tablet convertibile 10.2" con Android 8.1 Oreo
- Chromebook – computer portatile con sistema operativo Chrome
- Chromebook Pixel – computer portatile con sistema operativo Chrome
- Pixelbook — laptop con sistema operativo Chrome OS
- Pixel Slate – 2-in-1 PC laptop con sistema operativo Chrome OS
- Chromebox – computer desktop con sistema operativo Chrome
- Chromecast – adattatore per streaming multimediale
- Chromecast Ultra – adattatore streaming multimediale compatibile con la risoluzione 4K
- Chromecast Audio – adattatore per streaming audio
- Google Glass – computer indossabile con un display ottico montato sulla testa e una fotocamera che consente a chi lo indossa di interagire con varie applicazioni e Internet tramite comandi vocali in linguaggio naturale
- Google Contact Lens – è in grado di monitorare il livello di glucosio dell'utente. Non è ancora stato pubblicato.
- Google OnHub – linea di router
- Google Daydream View – cuffia per realtà virtuale per smartphone
- Google Home – linea di altoparlanti intelligenti
- Google Wifi – router
- Pixel – smartphone 5" con Android 9 Pie
- Pixel XL – smartphone 5.5" con Android 9 Pie
- Pixel 2 – smartphone 5" con Android 9 Pie
- Pixel 2 XL – smartphone 6" con Android 9 Pie
- Pixel 3 – smartphone 5.5" con Android 9 Pie
- Pixel 3 XL – smartphone 6.3" con Android 9 Pie
- Pixel 3a – smartphone 5.6" con Android 9 Pie
- Pixel 3a XL – smartphone 6" con Android 9 Pie
- Pixel 4 – smartphone 5.7" con Android 10
- Pixel 4 XL – smartphone 6.3" con Android 10
- Pixel 4a – smartphone 5.8" con Android 10
- Pixel 4a (5G) – smartphone 6.2" con Android 11
- Pixel 5 – smartphone 6" con Android 11
- Pixel 5a – smartphone 6,3" con Android 11
- Pixel 6 – smartphone 6,4" con Android 12
- Pixel 6 Pro – smartphone 6,7" con Android 12
- Dispositivi Nest Labs
- Android One – smartphone economico di più produttori
- Jamboard – lavagna interattiva di 55"

## Servizi
- Google Cloud Platform – servizi modulari basati su cloud per lo sviluppo di software
- Google Cloud Pro - corso per la certificazione Google Cloud.
- Google Crisis Response – progetto pubblico che copre disastri, tumulti e altre emergenze e allarmi
- Google Fi – piano di telefonia cellulare finalizzato a piani semplici e prezzi
- Google Fiber – infrastruttura sperimentale della rete internet a banda larga che utilizza comunicazioni a fibre ottiche a Kansas City, Provo e Austin
- Google Get Your Business Online – aumentare la presenza sul web di piccole imprese e città. Consulenza sull'ottimizzazione dei motori di ricerca e mantenimento dei titolari di attività commerciali che aggiornano il proprio profilo aziendale.[34]
- Google Station – Wi-Fi pubblico che può essere monetizzato attraverso gli annunci
- Google Public DNS – server DNS accessibile pubblicamente
- Jigsaw – "think tank" o "think/do tank" interdisciplinare e interdisciplinare con sede a New York City, dedicato alla comprensione delle sfide globali e all'applicazione di soluzioni tecnologiche.
- Google Person Finder – strumento open source che aiuta le persone a riconnettersi con gli altri in seguito a un disastro
- Google Accelerated Mobile Pages (AMP) – progetto e servizio open-source per accelerare il contenuto sui dispositivi mobili.[35][36][37] AMP fornisce una libreria JavaScript per gli sviluppatori e limita l'uso di JS di terze parti.[38][39]
- Google Firebase – database in tempo reale che fornisce un'API che consente agli sviluppatori di archiviare e sincronizzare i dati tra più client
- Google Cast – visualizza l'intrattenimento e le app da un telefono, tablet o laptop direttamente su un televisore o altoparlanti.[40]
- Stadia – servizio di streaming di videogiochi

## Prodotti e servizi fuori produzione
Google ha ritirato molte offerte, a causa dell'integrazione in altri prodotti Google o della mancanza d'interesse. Le offerte discontinue di Google sono definite colloquialmente come Google Graveyard.

### 2006
- Google Answers – mercato della conoscenza online che ha permesso agli utenti di inviare premi per risposte ben studiate alle loro domande. Interrotto il 28 novembre; ancora accessibile (sola lettura).
- Google Deskbar – barra del desktop con un mini browser integrato. Sostituito da una funzionalità simile in Google Desktop. Interrotto l'8 maggio.
- Writely – elaboratore di testi basato sul web. Il 10 ottobre Writely è stata unita a Google Documenti e Fogli di lavoro.

### 2007
- Google Click-to-Call – ha consentito a un utente di parlare direttamente al telefono gratuitamente per le attività commerciali trovate nelle pagine dei risultati di ricerca di Google.
- Related Links – collegamenti a informazioni relative al contenuto di un sito Web. Interrotto il 30 aprile.
- Public Service Search – servizio di organizzazione non commerciale, che includeva Google Site Search, rapporti sul traffico e query di ricerca illimitate. Interrotto a febbraio, sostituito da Google Ricerca personalizzata, integrato con gli annunci e le opportunità di guadagno di Google AdSense.[44]
- Google Video Marketplace – interrotto ad agosto[45]

### 2008
- Google Browser Sync (Mozilla Firefox) – consentiva agli utenti di Firefox di sincronizzare le impostazioni su più computer. Interrotto a giugno.
- Google Lively – chat animata in 3D. Interrotto il 31 dicembre.[46]
- Hello – era utile per inviare immagini su Internet e pubblicarle sui blog. Interrotto il 15 maggio.[47]
- SearchMash – motore di ricerca per "testare interfacce utente innovative". Interrotto il 24 novembre.[48]
- Send to Phone – consentiva di inviare collegamenti e altre informazioni da Firefox al proprio telefono tramite messaggio di testo. Interrotto il 28 agosto, sostituito da Google Chrome to Phone.[49]
- Web Accelerator – maggiore velocità di caricamento delle pagine web. Non più disponibile per o supportato da Google a partire dal 20 gennaio.

### 2009
- Audio Ads – programma di pubblicità radiofonica per le imprese statunitensi. Interrotto il 12 febbraio.
- Catalogs – motore di ricerca per oltre 6.600 cataloghi di stampa, acquisiti attraverso il riconoscimento ottico dei caratteri. Interrotto a gennaio.
- Dodgeball – servizio di social networking. Gli utenti possono inviare la loro posizione al servizio, che quindi li notificherà alle persone vicine o agli eventi di interesse. Sostituito da Google Latitude.
- Living Stories – collaborazione con il New York Times e The Washington Post per la presentazione di notizie. Interrotto nel febbraio 2010.
- Google Mashup Editor – consentiva la creazione di mashup Web con pubblicazione, evidenziazione della sintassi, debug. Interrotto a luglio; migrato a Google App Engine.
- Google Ride Finder – servizio di ricerca taxi e shuttle, utilizzando la posizione in tempo reale dei veicoli in 14 città degli Stati Uniti. Ha utilizzato l'interfaccia di Google Maps e ha collaborato con qualsiasi servizio automobilistico che desiderava partecipare. Interrotto in ottobre.
- Shared Stuff – sistema di condivisione di pagine web, incorporando un bookmarklet per condividere pagine e una pagina per visualizzare gli elementi condivisi più popolari. Le pagine possono essere condivise tramite applicazioni di terze parti come Delicious o Facebook. Interrotto il 30 marzo.
- Google Page Creator – programma di pubblicazione di pagine Web che potrebbe essere utilizzato per creare pagine e ospitarli sui server di Google. Interrotto, con tutti i contenuti esistenti trasferiti su Google Sites.

### 2010
- Marratech e-Meeting – software di web conferencing, utilizzato internamente dai dipendenti di Google. Interrotto il 19 febbraio.
- Google SearchWiki – consentiva di annotare e riordinare i risultati della ricerca. Interrotto il 3 marzo, sostituito da Google Stars.
- GOOG-411 (noto anche come ricerca locale vocale) - servizio di assistenza alla directory. Interrotto il 12 novembre.
- Google Base – database di invio che ha consentito ai proprietari di contenuti di inviare contenuti, averli ospitati e resi ricercabili. Le informazioni sono state organizzate utilizzando gli attributi. Interrotto il 17 dicembre, sostituito con le API di Google Shopping.

### 2011
- Google Labs – prova e dimostra nuovi prodotti Google
- Google Buzz – servizio di social networking integrato con Gmail che consente agli utenti di condividere immediatamente i contenuti e fare conversazioni. Interrotto a dicembre.[50]
- Google PowerMeter – consentiva di visualizzare il consumo energetico dell'edificio. Interrotto il 16 settembre.
- Real Estate – posiziona annunci immobiliari in Google Maps. Interrotto il 10 febbraio.[51]
- Google Directory – raccolta di collegamenti organizzati in sottocategorie gerarchiche. I collegamenti e la loro categorizzazione provenivano dal progetto Open Directory, ordinato usando PageRank. Interrotto il 20 luglio.
- Google Blog Search – motore di ricerca weblog. Interrotto a luglio.
- Squared – crea tabelle di informazioni su un argomento da dati non strutturati. Interrotto settembre.
- Google Sets – genera un elenco di elementi quando gli utenti inseriscono alcuni esempi. Ad esempio, inserendo "Verde, Viola, Rosso" viene visualizzato l'elenco "Verde, Viola, Rosso, Blu, Nero, Bianco, Giallo, Arancione, Marrone". Interrotto a metà anno.[52]
- Google Pack – suite di applicazioni. Interrotto il 2 settembre.
- Google Fast Flip – aggregatore di notizie online. Interrotto il 6 settembre.
- Desktop – applicazione di ricerca desktop che indicizza e-mail, documenti, musica, foto, chat, cronologia Web e altri file. Interrotto il 14 settembre.
- Aardvark – utilità di ricerca sociale che consentiva alle persone di chiedere e rispondere alle domande all'interno dei loro social network. Utilizzava l'esperienza richiesta dalle persone per far corrispondere gli "ascoltatori" con buoni "rispondenti". Interrotto il 30 settembre.
- Google Sidewiki – barra laterale del browser e servizio che consentivano di contribuire e leggere informazioni utili accanto a qualsiasi pagina web. Interrotto a dicembre.
- Directory – directory di navigazione, in particolare per gli utenti cinesi.[53]
- Gears – funzionalità del browser Web, che consentono alcune nuove applicazioni Web.
- Hotpot – motore di raccomandazione locale che consente alle persone di valutare ristoranti, alberghi e locali pubblici di condividerli con gli amici. Trasferito al servizio Google Places ad aprile 2011.[54]

### 2012
- Google Notebook – applicazione online per prendere appunti e web-clipping.[55] Interrotto a luglio.
- Google Apps Standard Edition – Interrotto il 6 dicembre.[56]
- Google Code Search – motore di ricerca software. Interrotto il 15 gennaio.[57]
- Google Health – consentiva di archiviare, gestire e condividere le informazioni sulla salute personale in un unico posto. Lo sviluppo cessò il 24 giugno 2011; accessibile fino al 1 gennaio 2012; dati disponibili per il download fino al 1º gennaio 2013.
- Google Website Optimizer – strumento di test e ottimizzazione. Interrotto il 1º agosto.[58]
- TV Ads – metodo per posizionare la pubblicità sulle reti TV. Interrotto il 30 agosto,[59] con tutte le campagne attive rimanenti che terminano il 16 dicembre.[60]
- Google Friend Connect – consentiva di aggiungere funzionalità social ai siti web. Interrotto il 1º marzo, sostituito da pagine di Google+ e badge di pagina off-site.[61]
- Google Insights for Search – approfondimenti sull'utilizzo dei termini di ricerca di Google. Interrotto il 27 settembre, fuso in Google Trends.
- Knol – consentiva di scrivere articoli autorevoli relativi a vari argomenti. Interrotto il 1º ottobre.[61]
- Google Wave – comunicazione online e strumento collaborativo di editor in tempo reale. Il supporto è terminato il 30 aprile 2012.[61]
- Picnik – editor fotografico online. Interrotto il 19 aprile,[62] spostato al Gestore di foto di Google+
- Jaiku – servizio di social network, microblogging e lifestreaming comparabile a Twitter.
- Nexus Q – lettore multimediale digitale. Interrotto a novembre.
- Slide.com – Interrotto il 6 marzo.[63]
- Google Mini – capacità ridotta, versione a costo inferiore di Google Search Appliance. Interrotto il 31 luglio.[64]
- Picasa Web Albums Uploader – caricare le immagini sul servizio "Picasa Web Album". Consisteva in un plug-in iPhoto e un'applicazione stand-alone.[65]
- Google Chart API – generatore di immagini grafico interattivo basato sul Web, deprecato nel 2012 con l'impegno di servizio per il 2015 e ancora in funzione a partire dal 2017. Google promuove Google Charts basati su JavaScript in sostituzione, che non è retrocompatibile con i metodi HTTP dell'API di Google Chart.
- Listen – iscriversi e trasmettere podcast e audio Web. Interrotto in agosto.[66]
- BumpTop – applicazione desktop basata sulla fisica. Interrotto in agosto.[67]
- Google Refine – pulizia e elaborazione dei dati. È stato scorporato da Google il 2 ottobre, diventando open source; ora è OpenRefine.

### 2013
- Google Cloud Connect – plugin di Microsoft Office per il backup automatico dei documenti di Office al momento del salvataggio su Google Docs. Interrotto il 30 aprile, a favore di Google Drive.[68]
- Google Building Maker – strumento di creazione e modifica basato sul web per creare edifici 3D per Google Earth. Interrotto il 4 giugno.
- Google Calendar Sync – sincronizza l'e-mail e il calendario di Microsoft Outlook con Gmail e Google Calendar. La sincronizzazione per le installazioni esistenti è stata interrotta il 1º agosto 2014. Sostituita con Google Sync, che non sincronizza i calendari di Outlook, ma può sincronizzare l'email utilizzando IMAP o POP3. Inoltre, i clienti di Google Apps for Business, Education e Government possono utilizzare Google Apps Sync per Microsoft Outlook[69]
- Meebo – Un sito web di social networking interrotto il 6 giugno
- Google Reader – aggregatore di notizie basato sul web, in grado di leggere Atom e feed RSS. Interrotto il 1 luglio.[68]
- Google Latitude – strumento di geolocalizzazione mobile che consente agli amici di sapere dove si trovano gli utenti. Interrotto il 9 agosto, con alcune funzionalità trasferite su Google+.[70]
- Google Talk – servizio di messaggistica istantanea che forniva sia la comunicazione vocale che di testo. Sostituito il 15 maggio, da Google Hangouts.
- SMS – servizio di messaggi brevi per telefono cellulare. Interrotto il 10 maggio.[71]
- iGoogle – homepage personalizzabile, che può contenere feed Web e Google Gadget. Interrotto il 1º novembre.[72]
- Google Checkout – servizio di elaborazione dei pagamenti online, volto a semplificare il processo di pagamento degli acquisti online. Interrotto il 20 novembre, unito a Google Wallet.
- My Maps, Strumenti GIS per Google Maps

### 2014
- Google Schemer – ricerca sociale per trovare attività locali. Interrotto il 7 febbraio.
- Google Notifier – avvisato gli utenti di nuovi messaggi nel loro account Gmail. Interrotto il 31 gennaio.[73]
- YouTube My Speed – interrotto a gennaio, sostituito da Google Video Quality Report.
- Orkut – sito di social networking. Interrotto il 30 settembre.
- Quickoffice – suite di produttività per dispositivi mobili. Interrotto a giugno, unito a Google Drive.
- L'opzione "Ricerca discussione" di Google. Interrotto a luglio.[74]
- Google Questions and Answers – sito web del mercato della conoscenza basato sulla comunità. Interrotto il 1º dicembre.[75][76]

### 2015
- Google Moderator – classifica le domande, i suggerimenti e le idee inviate dagli utenti tramite crowdsourcing.[77] Interrotta il 30 giugno.
- Wildfire by Google – software di social media marketing[78]
- BebaPay – sistema di pagamento prepagato del biglietto. Interrotto il 15 marzo.[79]
- Google Helpouts – Chat o video in diretta con esperti per risolvere problemi con Hangouts. Interrotto il 20 aprile.[80]
- Google Earth Enterprise – Google Earth per uso aziendale. Interrotto il 20 marzo.
- Google Earth Plugin – personalizzare Google Earth. Interrotto il 15 dicembre.

### 2016
- Google Code – hosting di codice open source. Interrotto il 25 gennaio.[81]
- Picasa – organizzazione fotografica e applicazione di editing. Sostituito da Google Foto.[82]
- Google Compare – sito di comparazione-shopping per assicurazione auto, carte di credito e ipoteche[83]
- Google Showtimes – motore di ricerca video showtime. Interrotto il 1º novembre.[84]
- MyTracks – Registrazione GPS[85]
- Project Ara – nato come progetto per un telefono modulare, ossia con componenti intercambiabili tra cui fotocamere e batterie,[86] è stato sospeso per ragioni di riorganizzazione dei prodotti dell'azienda.[87]
- Panoramio – sito di condivisione di foto orientato alla geolocalizzazione, è stato interrotto il 4 novembre[88], in quanto il programma Guide locali di Google e gli strumenti di caricamento delle foto in Google Maps lo hanno superfluo.
- Google Feed API – scarica Atom pubblici o feed RSS utilizzando JavaScript. Disattivato il 15 dicembre.[89]
- Google Maps Engine – sviluppare applicazioni geospaziali. Interrotto il 1 febbraio.
- Google Swiffy – converte i file Adobe Flash (SWF) in HTML5. Interrotta il 1º luglio.
- Google Nexus – linea di smartphone, sostituita da Google Pixel il 4 ottobre

### 2017
- Free Search – sito incorporato/ricerca web in sito web di un utente. Sostituito da Google Custom Search.[90]
- Google Hands Free – checkout al dettaglio senza utilizzare il telefono o l'orologio. Il pilota è partito nella Bay area a marzo 2016, ma è stato interrotto l'8 febbraio.[91]
- Google Spaces – discussioni di gruppo e messaggistica. Interrotto il 17 aprile.[92]
- Google Map Maker – editor di mappe con interfaccia browser. Interrotto il 1 aprile, sostituito da Google Maps e Google Local Guides.
- Trendalyzer – piattaforma di visualizzazione della tendenza dei dati. Interrotto a settembre.[93]

### 2018
- Blogger Web Comments (solo Firefox) – visualizza i commenti correlati di altri utenti di Blogger.
- City Tours – sovrapponi a Maps che mostra tour interessanti all'interno di una città
- Dashboard Widgets for Mac (Mac OS X Dashboard Widgets) – suite di mini-applicazioni tra cui Gmail, Blogger e Cronologia ricerche.
- Joga Bonito – sito di una comunità di calcio.
- Local – Servizio di annunci locali, unito a Google Maps.
- MK-14 – Server 4U montato su rack per il sistema di automazione radio di Google. Google ha venduto la sua attività di Google Radio Automation a WideOrbit Inc.[94]
- Google Music Trends – classifica musicale dei brani riprodotti con iTunes, Winamp, Windows Media Player e Yahoo Music. Le tendenze sono state generate dalla funzione "condividi il tuo stato musicale" di Google Talk.
- Personalized Search – personalizzazione dei risultati di ricerca, unita a Google Account e Cronologia web.
- Photos Screensaver – screensaver di presentazione come parte di Google Pack, che visualizza le immagini provenienti da un disco rigido o tramite feed RSS e Atom Web.
- Rebang (Google Cina) – sito di tendenza, simile a Google Zeitgeist. Dal 2010, è parte di Google Labs.[95][96]
- Spreadsheets – applicazione di gestione del foglio di calcolo, prima che fosse integrata con Writely per formare Google Documenti
- University Search – elenco dei motori di ricerca per i siti web delle università.
- U.S. Government Search – motore di ricerca e homepage personalizzata che attinge esclusivamente da siti con un TLD .gov. Interrotto a giugno 2006.
- Video Player – guarda i video da Google Video.
- Voice Search – sistema vocale automatico per la ricerca sul web tramite telefono. È diventato Google Local Search locale e integrato nel sito web di Google Mobile.
- Google X – home page di Google ridisegnata. È apparsa in Google Labs, ma è sparita il giorno seguente per ragioni non precisate.[97]
- Accessible Search – motore di ricerca per ipovedenti.
- Quick Search Box – casella di ricerca, basata su Quicksilver, che facilita l'accesso alle applicazioni installate e alle ricerche online.
- Visigami – screen saver dell'applicazione di ricerca di immagini che ricerca i file da Google Immagini, Picasa e Flickr.
- Wireless access – Client VPN per utenti WiFi di Google, le cui apparecchiature non supportano i protocolli WPA o 802.1x.
- Google global market finder
- QPX Express API – API di ricerca voli[98]

### 2019
- YouTube Annotations – annotazioni visualizzate su video su YouTube. Il 15 gennaio tutte le annotazioni esistenti sono state rimosse da YouTube.[99]
- Google Allo – app di messaggistica istantanea di google. Chiusa il 12 marzo 2019.[100]
- Google Image Charts. - un servizio di creazione di grafici che forniva immagini di dati grafici resi, accessibili con le chiamate REST. Il servizio è stato ritirato nel 2012, temporaneamente chiuso nel febbraio 2019 e interrotto definitivamente il 18 marzo 2019.[101]
- goo.gl – un servizio di abbreviazione URL. Iniziato a disattivare il supporto il 30 marzo 2018 e interrotto il 30 marzo 2019.[102]
- Inbox by Gmail – un'applicazione di posta elettronica per Android, iOS e piattaforma Web che ha organizzato e automatizzato elenchi di cose da fare usando il contenuto di posta elettronica. A partire dal 2 aprile 2019, l'accesso al sottodominio di Posta in arrivo reindirizza a Gmail corretto.[103]
- Google+ – L'edizione consumer della piattaforma di social media di Google. A partire dal 2 aprile 2019, gli utenti vengono accolti con un messaggio in cui si afferma che "Google+ non è più disponibile per gli account consumer (personali) e del brand."[104][105]
- Google Trips – applicazione per dispositivi mobili, utile alla pianificazione dei viaggi e gestione delle prenotazioni; ha cessato di funzionare il 5 agosto 2019.[106]

### Pianificati per essere interrotti
Applicazioni che non sono più in sviluppo e che dovrebbero essere sospese in futuro:
- Google Search Appliance – Un dispositivo montato su rack utilizzato per indicizzare i documenti. Fine delle vendite di hardware nel 2017 e interruzione pianificata nel 2018[49]- with final shutdown in 2019.[107]
- Google Portfolios – tracker di titoli finanziari personali. Obsoleto nel mese di novembre 2017[108]
- Google Fusion Tables – un servizio per la gestione e la visualizzazione dei dati. Il servizio verrà chiuso il 3 dicembre 2019.[109]
- Works with Nest - la piattaforma di casa intelligente del marchio Google Nest Labs.[110]